# Gregory Hines
Gregory Oliver Hines (14 tháng 2 năm 1946 - 9 tháng 8 năm 2003) là một vũ công, diễn viên, biên đạo múa và ca sĩ người Mỹ. Anh được coi là một trong những vũ công nhảy đập chân (tap dancer) nổi tiếng nhất mọi thời đại.
Hines đã đóng vai chính trong hơn bốn mươi bộ phim và cũng ghi dấu ấn của mình tại Broadway trong suốt cuộc đời của mình. Anh là người nhận được nhiều giải thưởng, bao gồm Giải Daytime Emmy, Giải Bàn kịch và Giải Tony, cũng như các đề cử cho Giải thưởng của Nghiệp đoàn Diễn viên Màn ảnh và 4 Giải Primetime Emmy

## Tuổi thơ
Hines được sinh ra tại Thành phố New York vào ngày 14 tháng 2 năm 1946 với Alma Iola (Lawless) và Maurice Robert Hines, một vũ công, nhạc sĩ và diễn viên, và lớn lên trong khu phố Sugar Hill của Manhattan 's Harlem. Hines bắt đầu nhảy tap khi mới hai tuổi và bắt đầu nhảy bán chuyên nghiệp vào năm tuổi. Sau đó, anh và anh trai Maurice cùng biểu diễn, học với biên đạo múa Henry LeTang.
Gregory và Maurice cũng học với các nghệ sĩ múa kỳ cựu, chẳng hạn như Howard Sims và The Nicholas Brothers khi họ biểu diễn tại cùng địa điểm. Hai anh em được biết đến với cái tên The Hines Kids, xuất hiện trong hộp đêm tại các địa điểm ở Miami, Florida cùng với Cab Calloway. Sau đó họ được gọi là "Anh em nhà Hines."
Khi cha của họ tham gia nhóm múa với tư cách như một tay trống, tên nhóm lại được đổi thành Hines, Hines và Dad vào năm 1963.

## Sự nghiệp
Hines ra mắt sân khấu Broadway cùng với anh trai của mình trong The Girl in Pink Tights vào năm 1954. Anh ấy đã nhận được đề cử Giải Tony cho Eubie! (1979), Comin 'Uptown (1980), và Những quý cô tinh vi (1981), và giành được Giải thưởng Tony và Giải Bàn kịch cho Jelly's Last Jam (1992) và Giải thưởng Thế giới Sân khấu cho Eubie!.
Hines biểu diễn với tư cách là ca sĩ chính và nhạc sĩ trong ban nhạc rock có tên là Severance có trụ sở tại Venice, California trong những năm 1975 và 1976. Severance là một trong những ban nhạc tại một câu lạc bộ âm nhạc ban đầu có tên là Honky Hoagies Handy Hangout, còn được gọi là 4H Club, đã phát hành album đầu tay của họ trên Largo Records (một công ty con của GNP Crescendo) vào năm 1976.
Năm 1981, Hines ra mắt bộ phim điện ảnh trong Lịch sử thế giới của Mel Brooks , Phần I, thay thế Richard Pryor, người ban đầu được chọn vào vai nhưng bị bỏng nặng trong một vụ cháy nhà chỉ vài ngày trước khi bắt đầu quay.. Madeline Kahn, cũng đóng vai chính trong phim, đã đề nghị với đạo diễn Mel Brooks rằng ông nên xem xét Hines cho vai diễn này sau khi họ biết tin Pryor nhập viện.
Các nhà phê bình đã chú ý đến sức hấp dẫn hài hước của Hines, và sau đó anh xuất hiện trong các bộ phim như Wolfen, The Cotton Club, White Nights, Running Scared with Billy Crystal, Tap, và Waiting to Exhale. Trên truyền hình, anh đóng vai chính trong loạt phim của riêng mình vào năm 1997, được gọi là The Gregory Hines Show trên CBS, cũng như trong vai diễn định kỳ của Ben Doucette trên Will & Grace.
Hines trở lại lồng tiếng cho Big Bill trong chương trình truyền hình của Nick Jr., Little Bill, vào cuối năm 1999. Anh đóng vai chính trong The Tic Code, vào tháng 6 năm 1998.
Năm 1986, anh song ca với Luther Vandross trong bài hát "There's Nothing Better Than Love," đạt vị trí quán quân trên bảng xếp hạng Billboard R&B. Trong một cuộc phỏng vấn vào năm 1987, Hines nói rằng ông thường tìm kiếm những vai được viết cho các diễn viên da trắng, "thích phạm vi và sự năng động hơn của họ." Ví dụ, vai diễn trong Will & Grace của anh không bao giờ liên quan đến chủng tộc.
Năm 1989, ông tạo ra và tổ chức một chương trình đặc biệt của PBS có tên "Gregory Hines 'Tap Dance in America," có sự góp mặt của nhiều nghệ sĩ múa vòi khác nhau như Savion Glover và Bunny Briggs. Ông cũng đồng tổ chức lễ trao giải Tony vào năm 1995 và 2002.
Năm 1990, Hines đến thăm thần tượng của mình là Sammy Davis Jr., người sắp chết vì ung thư vòm họng và không thể nói được. Sau khi Davis qua đời, một Hines xúc động đã nói trong đám tang của Davis về cách Sammy đã có cử chỉ với anh ấy, "như thể chuyền bóng rổ... và tôi đã bắt được nó." Hines nói về niềm vinh dự mà Sammy nghĩ rằng Hines có thể tiếp tục từ nơi Sammy đã để lại.
Hines là một người thích ứng biến các bước chạm, âm thanh chạm và nhịp điệu chạm như nhau. Sự ngẫu hứng của anh ấy giống như của một tay trống, độc tấu và bắt nhịp với nhịp điệu. Hines cũng ứng biến cách phát âm của một số bước gõ, chủ yếu dựa trên âm thanh tạo ra. Là một vũ công thoải mái, ông thường mặc quần rộng và áo sơ mi bó sát hơn.
Mặc dù kế thừa cội nguồn và truyền thống của kiểu đập chân của người da đen nhưng anh cũng phát huy thế mạnh về loại kiểu đập chân da đen mới. Nhà sử học Sally Sommer viết: "Hines cố tình làm mất nhịp độ của trận đấu," ném một loạt cú đập chân xuống như những viên sỏi ném khắp sàn. Trong khoảnh khắc đó, ông đã liên kết với các thử nghiệm hình thức tự do mới nhất trong nhạc jazz và âm nhạc mới và khiêu vũ hậu hiện đại. " 